# Maia (Portugal)
Maia és un municipi portuguès, situat al districte de Porto, a la regió del Nord i a la subregió de Gran Porto. L'any 2006 tenia 135.700 habitants. Es divideix en 17 freguesies. Limita al nord amb Trofa i Santo Tirso, a l'est amb Valongo, al sud-est amb Gondomar, al sud amb Porto, al sud-oest amb Matosinhos i al nord-oest amb Vila do Conde.

## Població
| Població del concelho da Maia (1801 – 2004) | Població del concelho da Maia (1801 – 2004) | Població del concelho da Maia (1801 – 2004) | Població del concelho da Maia (1801 – 2004) | Població del concelho da Maia (1801 – 2004) | Població del concelho da Maia (1801 – 2004) | Població del concelho da Maia (1801 – 2004) | Població del concelho da Maia (1801 – 2004) | Població del concelho da Maia (1801 – 2004) |
| ------------------------------------------- | ------------------------------------------- | ------------------------------------------- | ------------------------------------------- | ------------------------------------------- | ------------------------------------------- | ------------------------------------------- | ------------------------------------------- | ------------------------------------------- |
| 1801                                        | 1849                                        | 1900                                        | 1930                                        | 1960                                        | 1981                                        | 1991                                        | 2001                                        | 2004                                        |
| 28312                                       | 16539                                       | 20367                                       | 29536                                       | 53643                                       | 81679                                       | 93151                                       | 120111                                      | 130254                                      |

## Freguesies
- Águas Santas
- Barca
- Folgosa
- Gemunde
- Gondim
- Gueifães (Maia)
- Maia
- Milheirós
- Moreira
- Nogueira
- Pedrouços
- Santa Maria de Avioso
- São Pedro de Avioso
- São Pedro Fins
- Silva Escura
- Vermoim (Maia)
- Vila Nova da Telha

## Personatges il·lustres
- Fernando Campos, escriptor.
- Fernando Teixeira dos Santos, polític